# Saint Sébastien (Reni, Rome)
Pour les articles homonymes, voir Saint Sébastien (homonymie).
Saint Sébastien est un tableau réalisé par le peintre italien Guido Reni en 1615-1616. De format vertical, cette huile sur toile est une peinture religieuse qui représente le martyre de Sébastien. Les mains liées au-dessus de sa tête, le jeune Romain y figure les yeux levés vers le Ciel, alors que son torse nu est percé de trois flèches. L'œuvre est conservée aux musées du Capitole, à Rome.

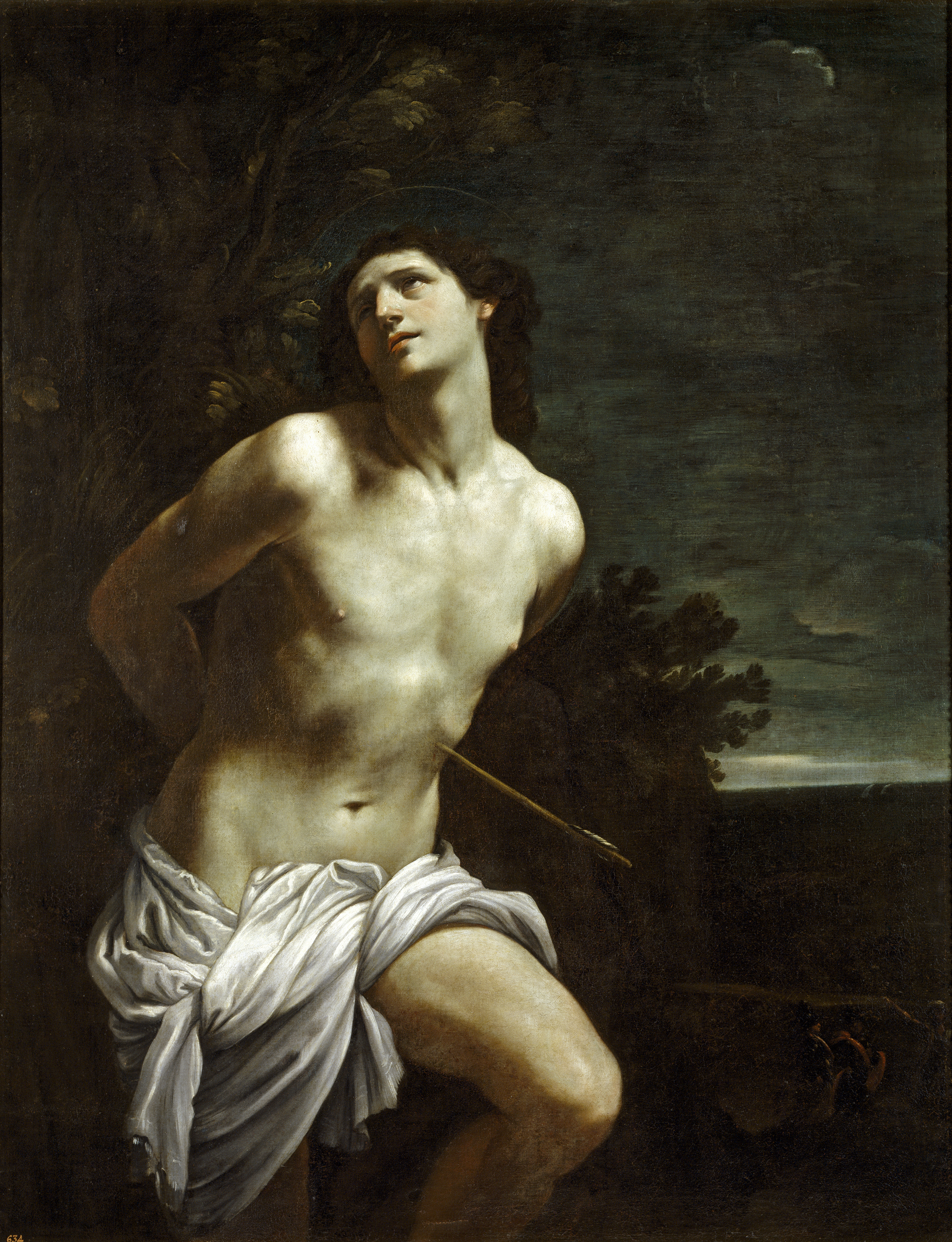
Saint Sébastien, vers 1619 – Musée du Prado, Madrid.